# I feel so
«I Feel So» es el primer sencillo lanzado por Box Car Racer de su álbum de estudio del mismo nombre. El sencillo alcanzó el puesto número 8 en los EE. UU. Modern Rock Tracks.

## Vídeo musical
El video musical de la canción cuenta con escenas de conmutación entre la banda tocando en lo que parece ser un sótano con "Box Car Racer", escrito en grafiti en la pared, junto con los títulos de las pistas de todas las canciones del CD homónimo, y una niña llorando en su habitación. El vídeo ha logrado algunos airplay en MTV, y un éxito masivo en MTV2, MuchMusic y Fuse TV. El vídeo fue dirigido tanto por el cantante Tom DeLonge como por Nathan "Karma" Cox. El vídeo fue lanzado más adelante en el DVD Box Car Racer. La versión del álbum de la canción es un minuto más que la versión utilizada en el vídeo musical, debido a una introducción más corta.

## Posicionamiento
| Listas (2002)               | Posición |
| --------------------------- | -------- |
| U.S. Modern Rock Tracks     | 8        |
| U.S. Bubbling Under Hot 100 | 20       |
| UK Singles Chart            | 41       |